# 王琮 (南梁)
王琮（?—?），琅邪郡临沂县（今山东省临沂西北）人，中国南北朝时南朝梁人物。

## 生平
王琮是王敬弘玄孙，王瓒之曾孙，王秀之之孙，王峻之子，出自琅琊王氏。王琮为国子生，娶始兴王萧亮的女儿繁昌公主为妻。王琮不聪明，被学生们耻笑，于是离婚。王峻于是向始兴王萧亮道歉，始兴王萧亮说，只是皇帝的意思，他自己不愿意这样。王峻说，下官的曾祖父（王敬弘）是谢仁祖（谢尚）的外孙，也不凭借殿下的婚姻来确立门户。